# Khwandamir
Ghiyath al-Din Muhammad, conocido comúnmente como Khwandamir (también escrito Khwandamir; 1475/6-1535/6) fue un historiador persa activo en los imperios timúrida, safávida y mogol. Se le conoce principalmente por su historia universal persa, el Habib al-siyar («El amado de las carreras»), que fue considerado tanto por los safávidas como por los mogoles como su primer relato oficial de la corte.
Otra obra notable de Khwandamir es el Qanun-i Humayuni («El reglamento de Humayun»), una biografía del emperador mogol Humayun (r. 1530-1540, 1555-1556), que contiene información importante sobre el primer simbolismo mogol de la gobernación.
Khwandamir está enterrado cerca del santuario de Nizamuddin Auliya (fallecido en 1325) en Delhi (India).

## Orígenes
Khwandamir era hijo de Humam al-Din Muhammad, visir del sultán Mahmud Mirza (r. 1494-1495), gobernante de la rama timúrida del norte en Transoxiana. Sin embargo, la familia de Khwandamir vivía en Herat, la capital de los timúridas del sur. Khwandamir fue tutelado por su abuelo materno Mirkhvand (fallecido en 1498), lo que desempeñó un papel importante en su carrera como historiador. Además, Khwandamir también heredó las redes de mecenazgo de su abuelo. Mirkhvand fue uno de los historiadores más destacados durante el reinado del sultán Husayn Bayqara (r. 1469-1506), conocido por su historia universal, el Rawżat aṣ-ṣafāʾ («El jardín de la pureza»), que escribió bajo el patrocinio del alto funcionario Ali-Shir Nava'i (fallecido en 1501).
Khwandamir también escribió bajo el patrocinio de Nava'i, dedicándole sus primeras obras, siendo la primera el Maʾāthir al-mulūk («Memorias de los reyes»), una recopilación de dichos atribuidos a sabios y gobernantes preislámicos e islámicos; y el segundo es el Khulāṣat al-akhbār fī bayān aḥvāl al-akhyār («Informes resumidos sobre los asuntos de los desaparecidos»), una versión concisa del Rawżat aṣ-ṣafāʾ. Tras la muerte de Nava'i en 1501, Khwandamir escribió una biografía elogiosa de este último, el Makārim al-akhlāq («Virtudes loables»). Khwandamir también completó el volumen siete y el epílogo de la Rawżat aṣ-ṣafāʾ, que había quedado incompleta tras la muerte de Mirkhvand en 1498.

## Carrera

### Bajo los timúridas
En los años siguientes, Khwandamir trabajó como munshi (secretario) y diplomático a las órdenes del hijo mayor y heredero del sultán Husayn Bayqara, Badi' al-Zaman Mirza (fallecido en 1514), bajo cuyo mandato compuso el Dastūr al-vuzarāʾ («Visires ejemplares»), una lista biográfica de visires preislámicos e islámicos. Tras la sucesión conjunta de Badi al-Zaman y su hermano Muzaffar Husayn en el trono en 1506, Khwandamir fue instalado como uno de los dos sadr (jefe de los fondos religiosos) de todo el reino. Khwandamir conservó su cargo tras la conquista de Herat por el líder uzbeko Muhammad Shaybani (fallecido en 1510), que provocó la caída de los timúridas. No obstante, Khwandamir parece no estar satisfecho con el nuevo gobierno, como indica en su posterior historia universal Habib al-siyar. Pronto se encontró sin trabajo tras la conquista de Herat por el sah (rey) safávida Ismail I (r. 1501-1524) en 1510. Lo más probable es que esto se debiera a razones religiosas y políticas, ya que Khwandamir era un musulmán suní, mientras que los safávidas eran celosos musulmanes chiíes Khwandamir pronto se marchó a la región vecina de Gharjistan, donde sirvió brevemente al hijo de Badi al-Zaman, Muhammad Zaman Mirza (fallecido en 1540), que intentó sin éxito establecer su gobierno en la zona.

### Bajo los safávidas
En 1521, Khwandamir comenzó a escribir su historia universal Habib al-siyar para el sadr safávida Amir Ghiyas al-Din Mohammad ibn Amir Yusuf Hosseini, aparentemente para revitalizar su carrera en Herat. Sin embargo, este último fue ejecutado ese mismo año por el gobernador de la ciudad, Amir Khan Mawsillu (fallecido en 1522). Durmish Khan Shamlu (fallecido en 1526) fue pronto nombrado nuevo gobernador de Herat, cuyo visir Karim al-Din Khvaja Habiballah Savaji se convirtió en el nuevo mecenas de Khwandamir. Aunque en general se acepta que el nombre de Habib al-siyar de Khwandamir se refería a su nuevo mecenas Habiballah Savaji, es posible que en realidad se refiriera al sha Ismail, ya que este último es llamado a menudo ḥabīb-i ilāhī (amigo de Dios) en la obra. En 1524, Khwandamir terminó su primera versión (llamada A) del libro, y al año siguiente una segunda versión (B), que era una ampliación de la anterior.

### Bajo los mogoles
Al parecer, el asesinato de Habiballah Savaji en 1526 hizo que Khwandamir se replanteara su situación en Herat. Aceptó la invitación del príncipe timúrida y emperador mogol Babur (r. 1526-1530), que ese mismo año había establecido su autoridad sobre el norte de la India, incluidas las ciudades de Delhi y Agra. Khwandamir llegó a la India en 1528, donde escribió una tercera versión (C) del Habib al-siyar en la corte de Babur. Más tarde, Khwandamir escribió el Qanun-i Humayuni («Las normas de Humayun»), una biografía del hijo y sucesor de Babur, Humayun (r. 1530-1540, 1555-1556), que contiene información importante sobre el primer simbolismo mogol del gobierno.

## Muerte, entierro y descendencia
Khwandamir murió en 1535 o 1536 y fue enterrado cerca del santuario de Nizamuddin Auliya (fallecido en 1325) en Delhi. Le sobrevivieron dos hijos: Amir Mahmud (fallecido después de 1550), que permaneció en Irán y escribió un libro de historia sobre los primeros cincuenta años del gobierno safávida, el Tārīkh-i Shāh Ismāʿīl va Shāh Ṭahmāsb-i Ṣafavī; y Abdallah Khan (fallecido en 1589), que fue funcionario del gobierno del emperador mogol Akbar (r. 1556-1605).